# Frankie Yale
Frankie Yale (ur. 22 stycznia 1893 w Longobucco, zm. 1 lipca 1928 w Nowym Jorku) – amerykański gangster pochodzenia włoskiego, czołowa postać nowojorskiego (brooklyńskiego) świata przestępczego.
Współpracownik Johnny’ego Torrio i Ala Capone – pracował dla nich jako „cyngiel”. Mając kilkanaście lat, wstąpił do znanego gangu Five Points, zanim osiągnął wiek pełnoletni, odpowiadał już za wiele morderstw (za żadne z nich nie stanął przed sądem). Ponosi odpowiedzialność za zabójstwo głównych rywali Ala Capone, m.in. Diona O’Baniona i Jima „Big” Colosimo. Od roku 1908 razem z Johnnym Torrio zaczął prowadzić przestępczy proceder w ramach Czarnej Ręki – wymuszanie haraczy od włoskich imigrantów, straszenie ich śmiercią w przypadku niepłacenia. Proceder ten trwał do ok. 1920 roku, kiedy to gangsterzy zajęli się innymi, bardziej dochodowymi interesami, m.in. handlem alkoholem w czasie prohibicji.
W drugiej połowie lat 20. nastąpiło pogorszenie stosunków między Alem Capone a Yale. Capone podejrzewał – co zresztą później okazało się prawdą – że Yale porywa jego ciężarówki z alkoholem, zanim te opuszczą Brooklyn, a następnie ten sam alkohol jemu odsprzedaje (Capone korzystał z jego usług przy rozładunku i transporcie importowanego alkoholu do Nowego Jorku, a następnie przewożeniu do Chicago).
Al Capone nie chciał już dłużej czekać, postanowił pozbyć się niewygodnego konkurenta. W tej sprawie (w czerwcu 1928 roku na Florydzie) zorganizował spotkanie, na którym obecni byli jego doradcy, m.in. Jake „Greasy Thumb” Guzik i Charles Fischetti – zapadła wtedy decyzja o fizycznej eliminacji Yale’a.
Frankie Yale został zastrzelony przez nieznanych sprawców 1 lipca 1928 roku, w chwili gdy prowadził swój pojazd po 44 ulicy na Brooklynie. Zamachowcy – kilka przecznic dalej – porzucili swój pojazd oraz kilka sztuk broni (m.in. pistolet maszynowy Thompson i rewolwery kal. 0,45 cala).
Pogrzeb Frankiego Yale’a uznawany jest za najhuczniejszy pochówek gangstera, jaki kiedykolwiek wyprawiono na terenie Nowego Jorku.